# 七部県
七部県（しちぶ-けん）は中華人民共和国雲南省にかつて存在した県。現在の楚雄イ族自治州元謀県北部に相当する。
唐代の624年（武徳7年）に設置され、天宝年間に廃止された。